# Argentré
Argentré là một xã trong vùng hành chính Pays de la Loire, thuộc tỉnh Mayenne, quận Laval, tổng Argentré. Tọa độ địa lý của xã là 48° 5' vĩ độ bắc, 0° 38' kinh độ đông. Argentré nằm trên độ cao trung bình là 100 mét trên mực nước biển, có điểm thấp nhất là 55 mét và điểm cao nhất là 128 mét. Xã có diện tích 36,77 km², dân số vào thời điểm 1999 là 2325 người; mật độ dân số là 63 người/km².

## Thông tin nhân khẩu
| 1962 | 1968  | 1975  | 1982  | 1990  | 1999  |
| ---- | ----- | ----- | ----- | ----- | ----- |
| 999  | 1.043 | 1.246 | 1.844 | 2.160 | 2.325 |

## Các thành phố kết nghĩa
- Babenhausen (Schwaben), Đức

## Địa điểm tham quan
- Lâu đài Hauterive